# Loeskeobryum
Loeskeobryum là một chi rêu trong họ Hylocomiaceae.